# Juryj Zwjatkou
Juryj Mikalajewitsch Zwjatkou (belarussisch Юрый Мікалаевіч Цвяткоў, russisch Юрий Николаевич Цветков Juri Nikolajewitsch Zwetkow; * 14. Februar 1940 in Dworischtsche, Oblast Kalinin, Sowjetunion; † 25. Januar 2011 in Minsk) war ein sowjetischer Filmregisseur.

## Laufbahn
Zwjatkou arbeitete ursprünglich als Fotograf und Kameraassistent beim Minsker Fernsehen, ehe er sich bis 1962 unter Alexander Wladimirowitsch Galperin am Staatlichen All-Unions-Institut für Kinematographie ausbilden ließ. Nach anfänglichen Engagements als Kameramann entstand Anfang der 1970er Jahre sein Regiedebüt, die Musikkomödie Спеши строить дом (Speschi stroit dom). Bis zum Ende des Jahrzehnts folgten noch sechs weitere Produktionen sowie 1988 die Dokumentation  Тишка Гартный (Tischka Gartny). Zwjatkou drehte überwiegend fürs Fernsehen der Belarussischen SSR, bis auf die Mosfilmproduktion Эта весёлая планета (Eta wesjolaja planeta, 1973) arbeitete er stets mit dem Studio Belarusfilm zusammen. Seine Werke bedienten die Genres der Komödie, des Musik- sowie des Märchenfilms. In den 1990er Jahren stand er außerdem zweimal als Nebendarsteller vor der Kamera.
Zwjatkou war seit 1986 Träger des Staatspreises der Belarussischen SSR, am 9. Januar 1991 wurde ihm außerdem der Titel Verdienter Kunstschaffender der Belarussischen SSR verliehen.
Er starb im Januar 2011 nach langer Krankheit und wurde auf dem Nordfriedhof von Minsk beigesetzt.

## Filmografie (Auswahl)
- 1968: Я гоняюсь за мечтами, за туманом... (Ja gonjajus sa metschtami, sa tumanom...) (Dokumentarfilm) – Kamera und Drehbuch
- 1968: Anjutas Weg (Anjutina doroga) – Kamera
- 1971: Спеши строить дом (Speschi stroit dom) (Fernsehfilm) – Regie
- 1971: Весенняя сказка (Wesennjaja skaska) (Fernsehfilm) – Regie und Drehbuch
- 1973: После ярмарки (Posle jarmarki) (Fernsehfilm) – Regie
- 1973: Эта весёлая планета (Eta wesjolaja planeta) (Fernsehfilm) – Regie
- 1974: Ясь и Янина (Jas i Janina) – Regie
- 1977: Маринка, Янка и тайны королевского замка (Marinka, Janka i tainy korolewskogo samka) – Regie
- 1979: Прошлогодняя кадриль (Proschlogodnjaja kadril) – Regie
- 1988: Тишка Гартный (Tischka Gartny) (Dokumentarfilm) – Regie